# Lamoral Egmont

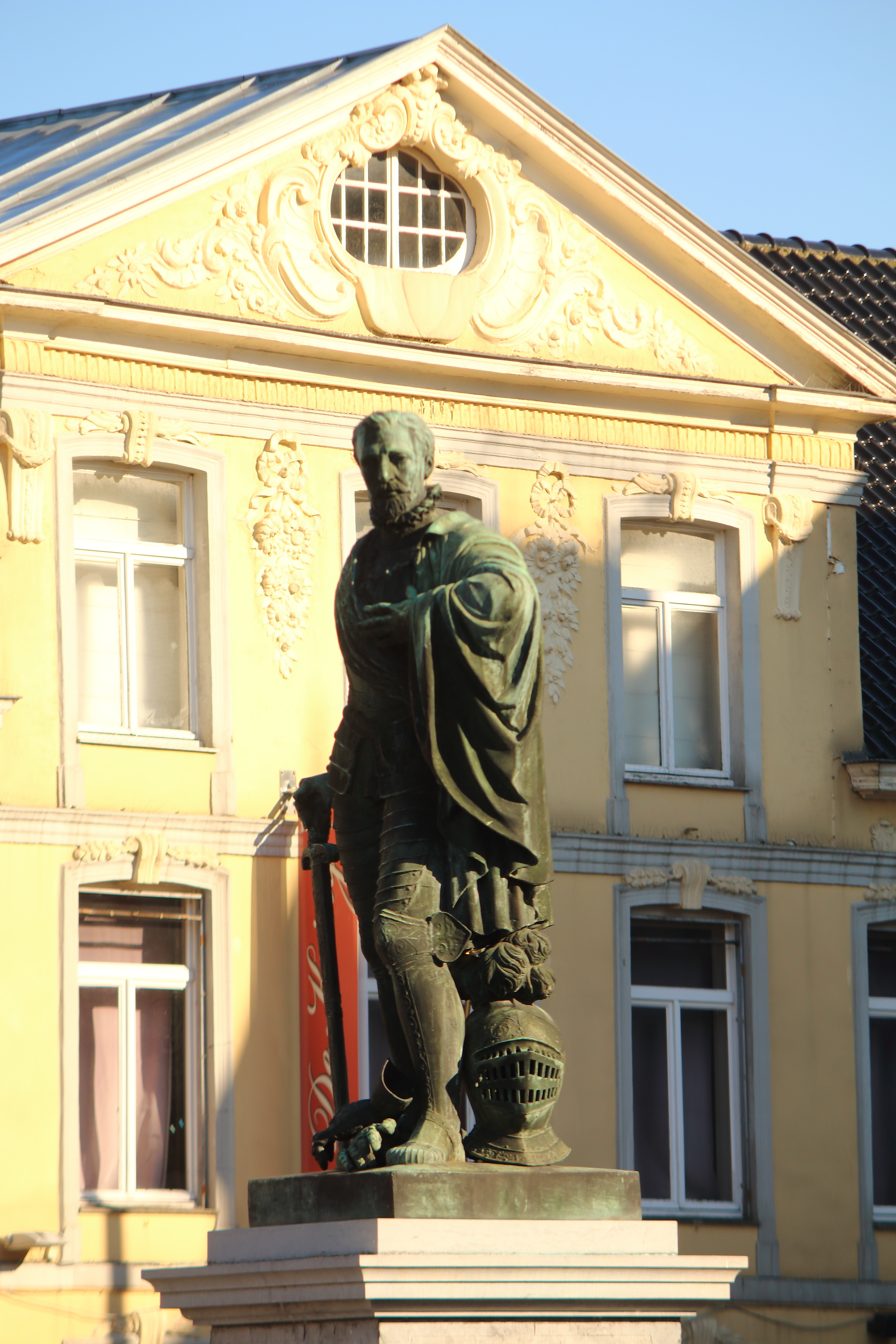
Pomnik Lamorala, hrabiego Egmont (Rynek, Zottegem)

Lamoral, hrabia Egmont, książę de Gavre (ur. 18 listopada 1522  w zamku Lahamaide koło Ellezelles, Hainaut, zm. 5 czerwca 1568 w Brukseli) – niderlandzki dowódca i polityk. Od 1559 był namiestnikiem Flandrii.
W latach 1557–1558 zwyciężył Francuzów pod Saint-Quentin i Gravelines. Razem z Wilhelmem Orańskim był przywódcą opozycji w Niderlandach przeciw rządom hiszpańskim. Został stracony z rozkazu księcia Alby. Lamoral Egmont jest pochowany w Zottegem.